# Friedrich von Sachsen-Weimar (1640–1656)

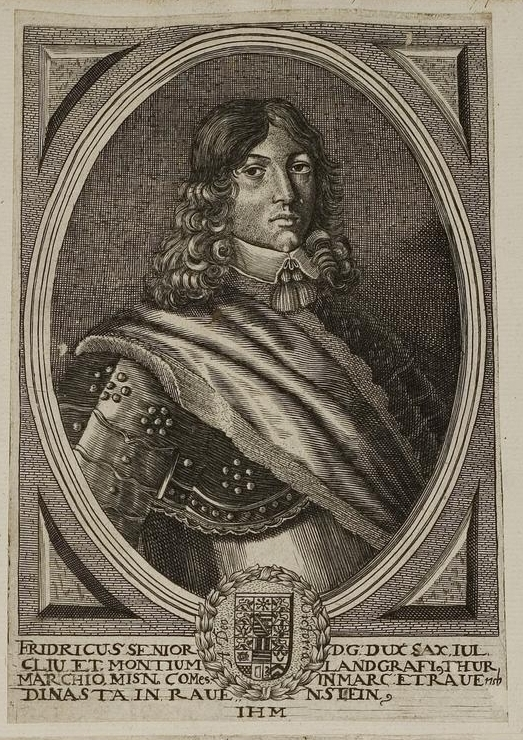
Friedrich von Sachsen-Weimar

Friedrich von Sachsen-Weimar (* 19. März 1640 in Weimar; † 19. August 1656 ebenda), genannt der Friedenreiche, war Prinz des Hauses Sachsen-Weimar. Er gehörte zum Haus Wettin.

## Leben
Friedrich war der Sohn von Herzog Wilhelm von Sachsen-Weimar und Eleonore Dorothea, einer Prinzessin von Anhalt, und wurde als achtes von insgesamt neun Kindern in Weimar geboren. Friedrich war Mitglied der Fruchtbringenden Gesellschaft zu Weimar. Sein Hoflehrer war der Mathematikus Daniel Lipstorp. 
Auf seinen frühen Tod wurden wie bei einer großen Anzahl von Mitgliedern des herzoglichen Hauses Gedenkmünzen geprägt. In seiner Eigenschaft als Rektor der Universität Jena wurde er von Albrecht Richter gemalt und von Johann Dürr 1654 in Kupfer gestochen. Das geschah auch mit seinem Bruder Bernhard von Sachsen-Jena, der auch Rektor der Universität Jena gewesen war. Im Palmorden wurde er der Friedenreiche genannt. Das Mottoblatt der Fruchtbringenden Gesellschaft um 1645, vermutlich von Christoph Steger, zeigt einen Setzling von einem Ölbaum mit dem Motto oben: »Bekomt leichtlicht« unten: »Der Fridenreiche« vor einer Landschaft mit dem sogenannten Grünen Schloss. Dieses Blatt befindet sich im Thüringischen Hauptstaatsarchiv Weimar. Richter malte auch das Oval von Friedrich von Sachsen Weimar 1656 anlässlich dessen Todes, das ebenfalls von Dürr gestochen wurde.